# 松露

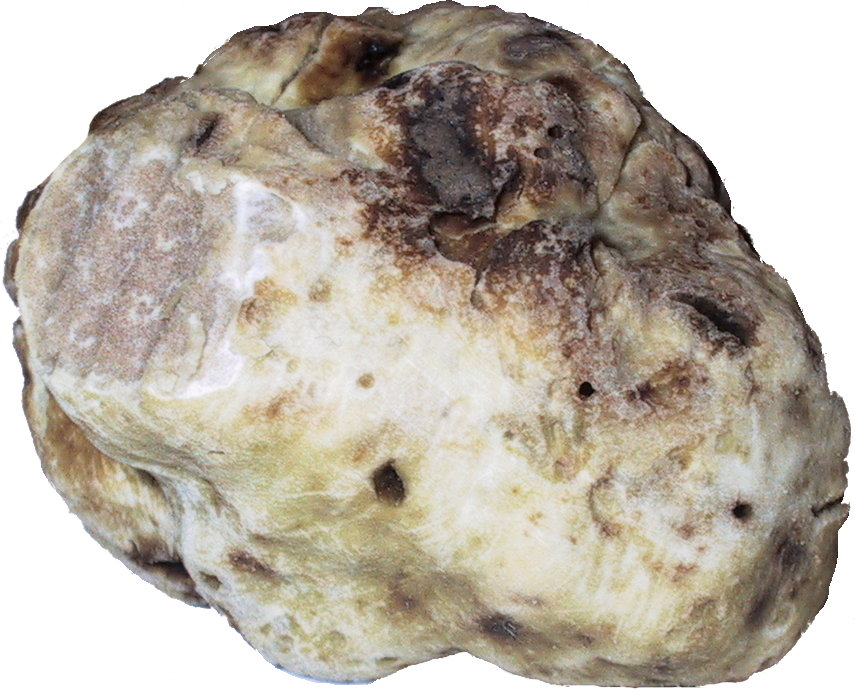
意大利的白松露切面

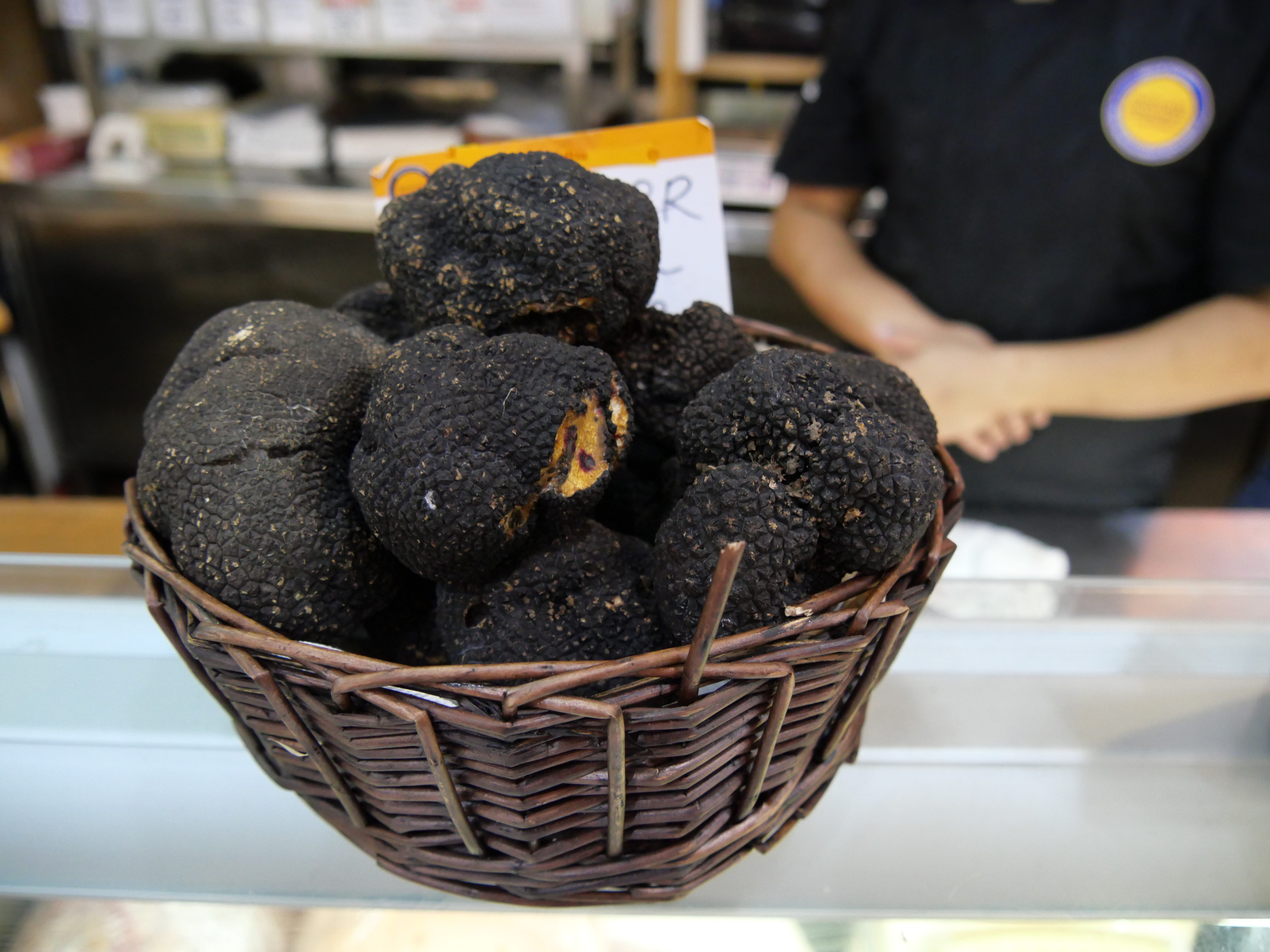
法國的黑松露籃子

松露是數種可食用子囊菌門物種的合稱，和蘑菇、灵芝一样都是真菌，與魚子醬、鵝肝並稱為「西方三大珍饈」，屬於西餐中的高檔食材，特別是意大利產的白松露（Tartufo bianco）和法國產的黑松露（Tuber brumale）為其中的至尊級。

## 特徵
松露中有很多的“屬”是來自於西洋松露屬，大約有10種不同的品種。松露多數在闊葉樹的根部著絲生長，散布於樹底120～150公分方圓，塊狀主體藏於地下5～40公分。松露是菌根真菌，因此通常易在与树木的根部紧密联系的位置找到它。松露孢子扩散是通过吃真菌的动物来完成扩散。

松露有一股濃烈的帶有性荷爾蒙的氣味，類似於煤氣、油漆或者烤香的豬肉，在科學上被稱為雄烯酮的味道，在歐洲自古便就有許多人為之著迷
|                | 那股香气曾被形容为“人间所无，有点难以置信，但凡气味绝佳者概如是也。”那气味渗透力之强也十分惊人，可以力透层层纸张，甚至塑胶袋。只需要轻嗅一下就够了，若是吸得浓一点就过头了，会叫你食欲全无的，因为那气味好浓又好像臭豆腐。 |
| ——《有关品味》 | |

1825年時法國著名美食家布里亞-薩瓦蘭（Jean Anthelme Brillat-Savarin）在其著作《味覺生理學》（Physiologie du Goût）中便盛讚松露為「廚房的鑽石」。

## 生物学

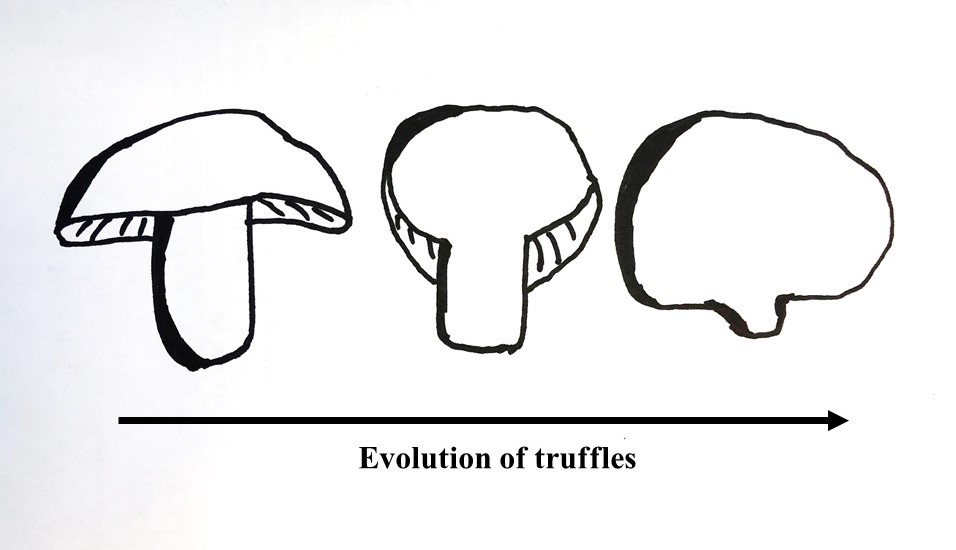
松露的發展，從地上到地下體。

松露的菌丝体形成几个树种的根共生的菌根关系，包括榉木、杨木、柞、桦、鹅耳枥、榛子和松树。它们更喜欢排水良好和中性或碱性的泥质或钙质土壤。松露根据种类的不同，可以发现埋在枯枝落叶和土壤之间。

## 松露种植

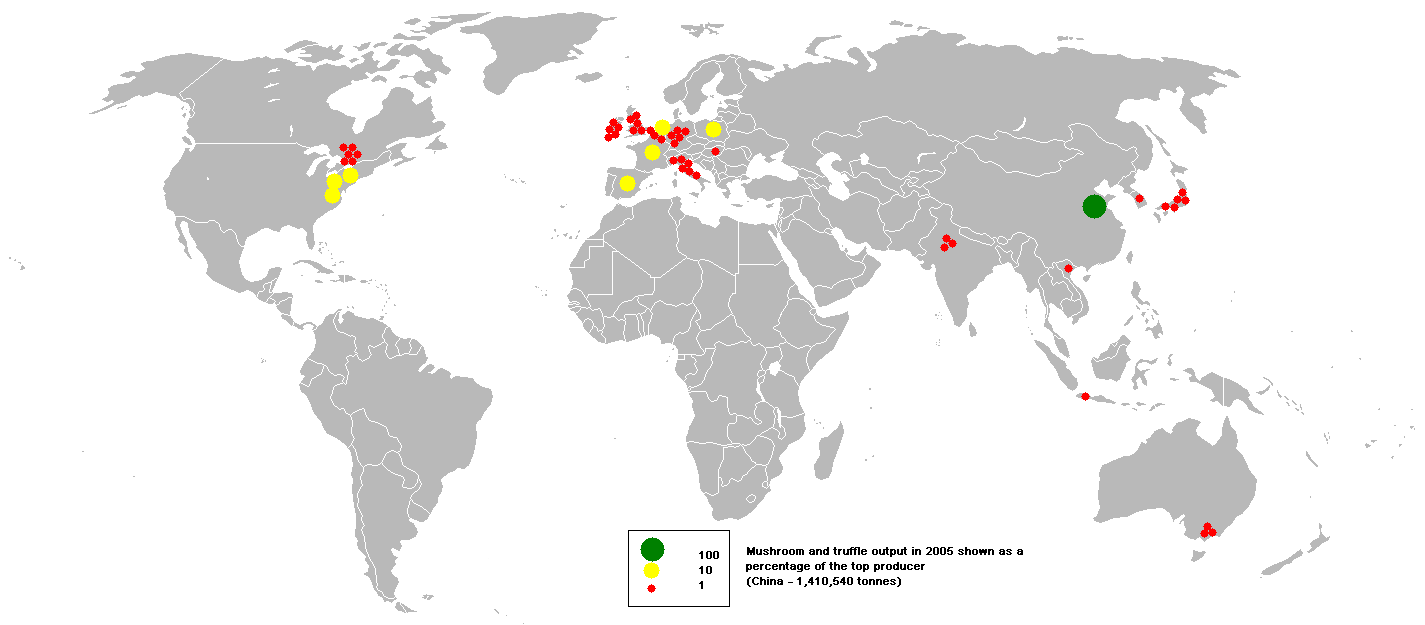
蘑菇和松露的出产，2005年

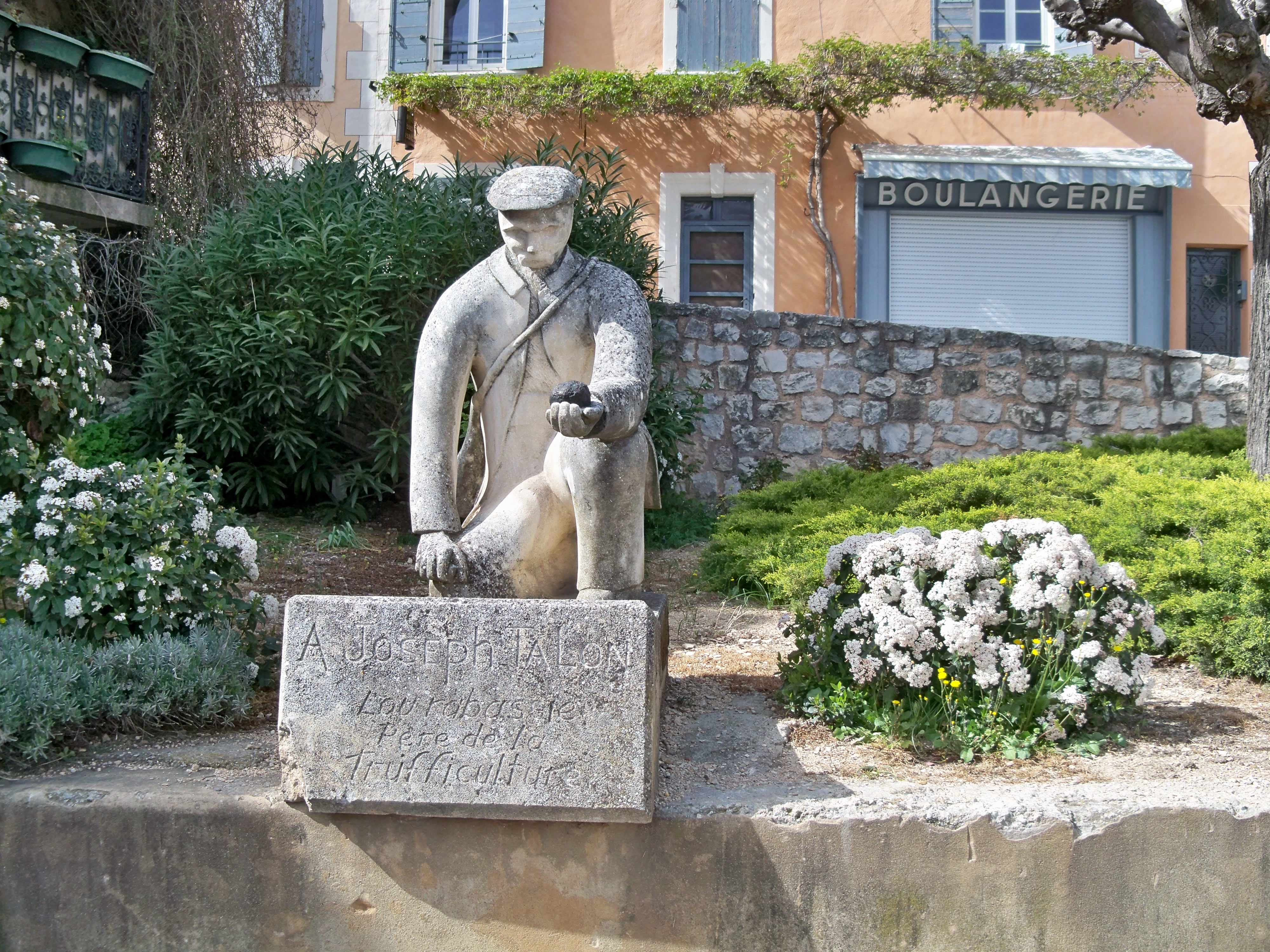
法國沃克呂茲省阿普特的Joseph Talon像

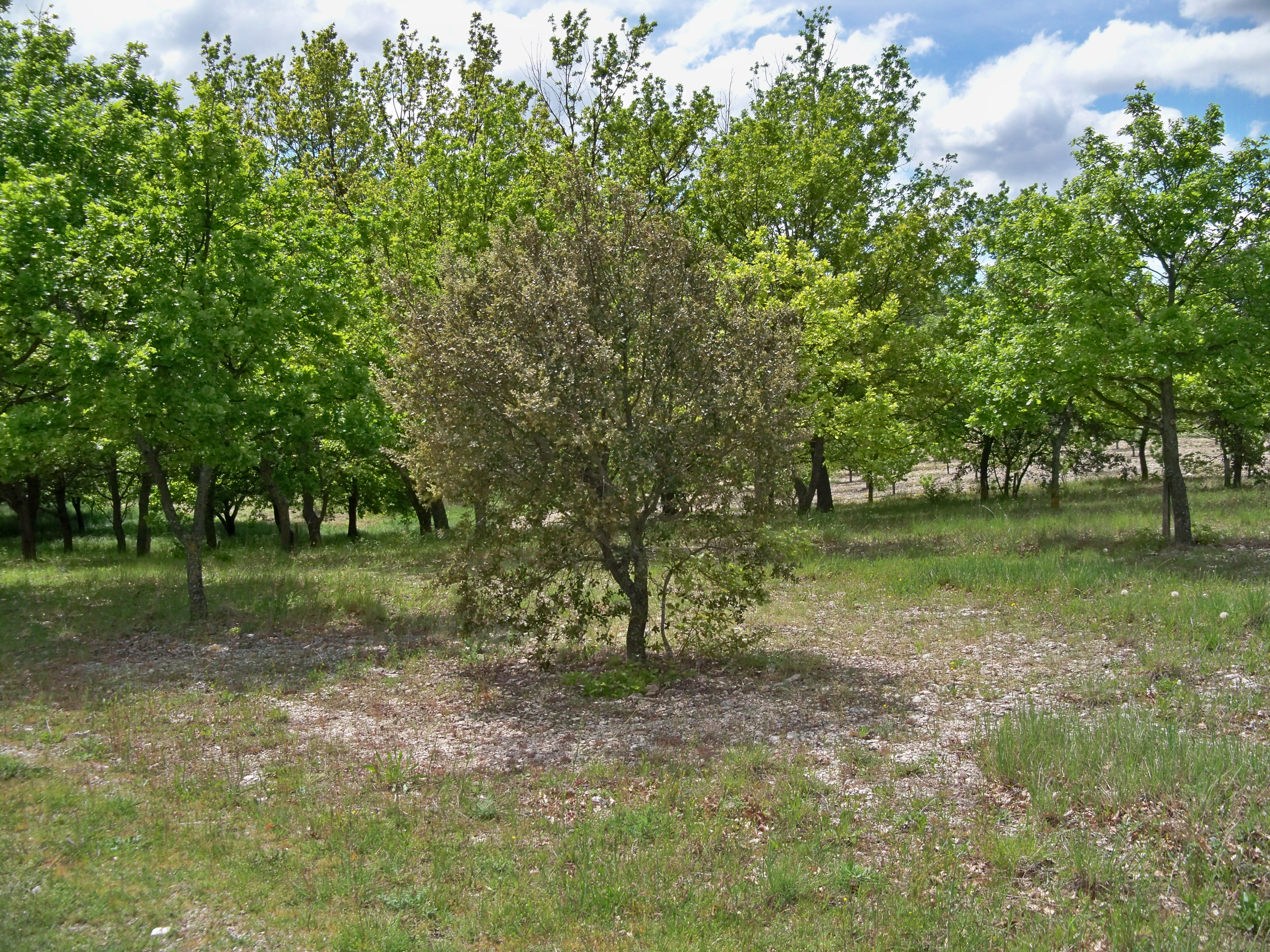
松露种植园，位于法國沃克呂茲省博蒙迪旺图附近。

虽然松露的种植并不容易，必须使用孢子与其他可形成共生关系的正常的活树来繁育，这使得历史上有许多失败的尝试。但1808年，法国阿普特市的Joseph Talon把松露橡树周围散落的橡实种植下去，若干年后，在新生长出的橡树根部的泥土中果然发现了松露。1847年，法国卡庞特拉市的Auguste Rousseau用这种橡实种植了7公顷的橡树林，收获了大量松露，他也因此获得1855年世界博览会奖章。法国南部有富含石灰岩的土壤和干热的气候，适合松露生长，而19世纪末期流行病摧毁了当地的葡萄种植业和蚕丝业，于是大片的土地被用来种植松露，产量在19世纪末达到上百吨。1890年，松露树的种植面积达到了75000公顷。
后来工业化使得大量农村人口进入城市，松露种植业因此萎缩。第一次世界大战使法国劳动力锐减20%，沉重打击了松露种植业。因为松露树产松露的年龄是30年，因此一战后原有的树林产松露的数量开始减少，到1945年后，松露的产量暴跌，价格急速攀升。在1900年，松露是一种大众食品，而现在却成了高貴食材。
近几十年新的松露种植业又发展起来，目前法国出产的松露80%源于人工种植。但种植业者限产以防止价格暴跌，因此产量没有恢复到19世纪末高峰期的水準。目前英国、美国、西班牙、瑞士、新西兰、澳大利亚和智利都有松露种植业。
2023年2月9日，日本茨城縣筑波市的森林綜合研究所發佈消息稱，首次在國內人工種植松露成功。

## 松露采集

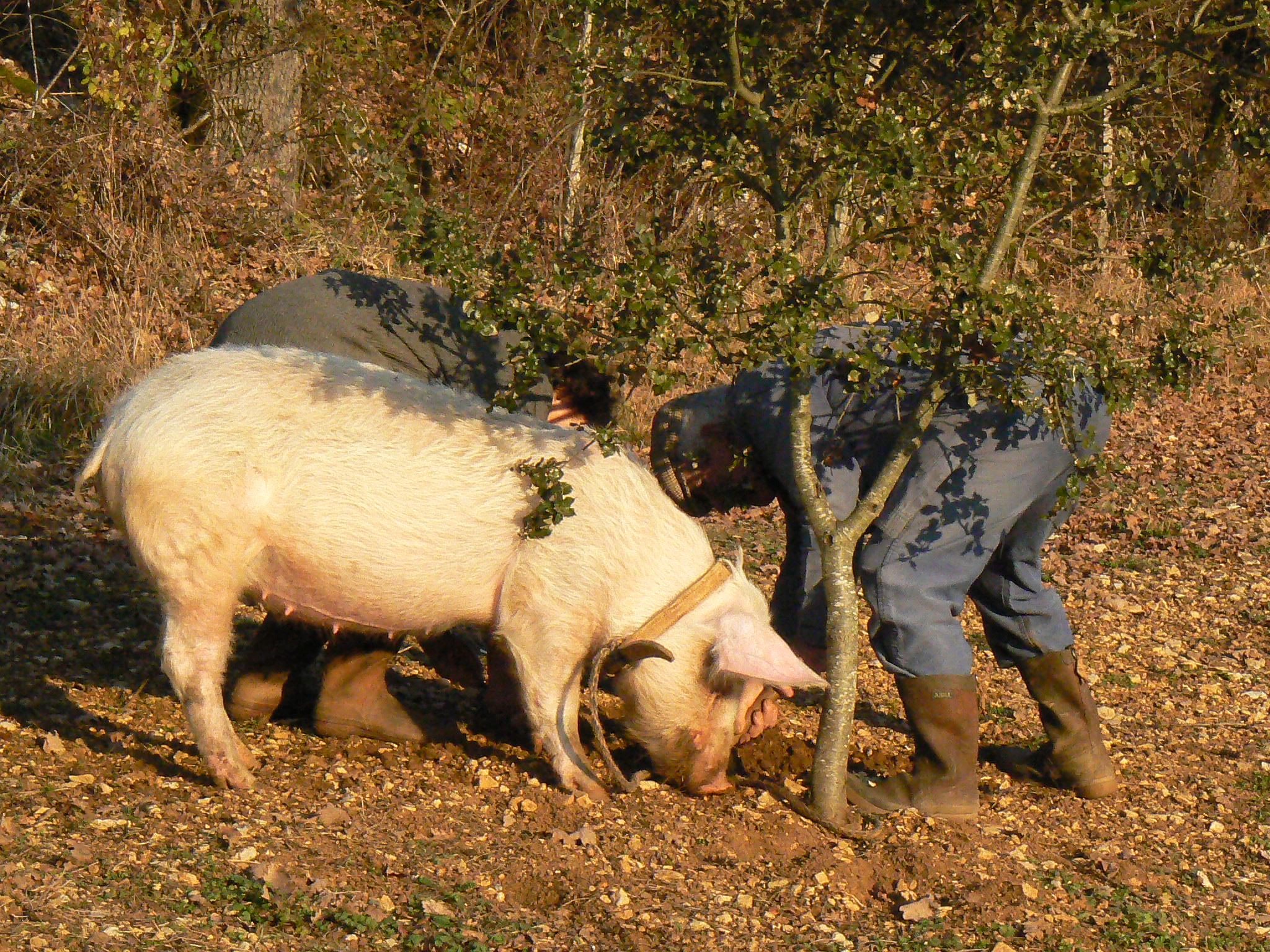
法国洛特省吉尼亚克的猪在尋找松露

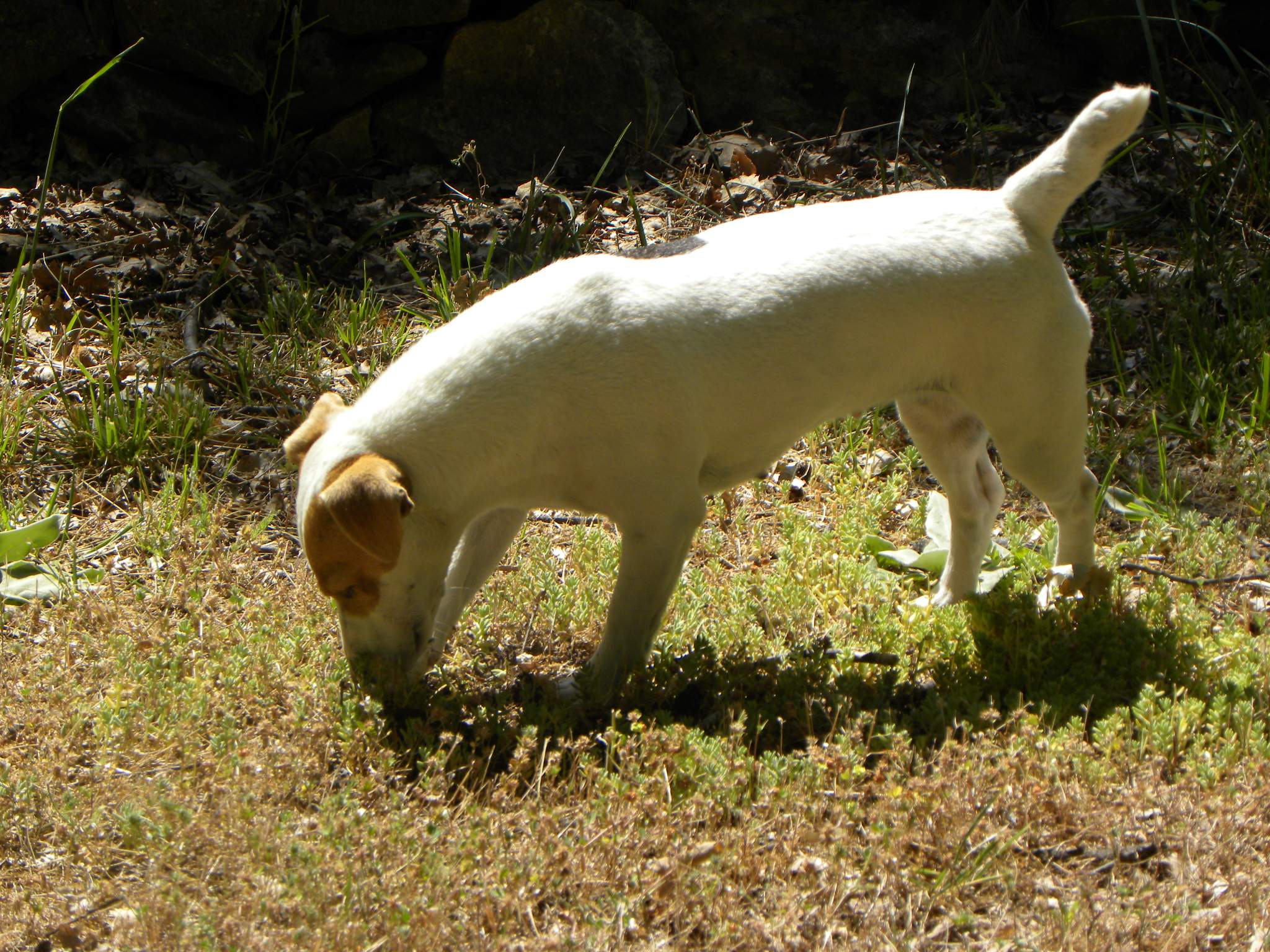
法国瓦爾省蒙村的狗在尋找松露

不管是天然松露还是人工种植的松露都生长在地下，採集並不容易，傳統上是利用豬或犬的靈敏嗅覺來尋找及挖掘松露。特別是母豬最為敏感，是天生的松露獵人，因為松露的氣味與誘發母豬性衝動的雄甾烯醇類似。不過也由於母豬非常喜歡松露，所以常直接將找到的松露吃下，不易為採集人所控制。而且猪用鼻子拱开地面时会破坏松露的菌丝体，导致以后松露的产量下降，因此1985年之后意大利政府禁止使用猪来发掘松露。
| 松露猪                 | 松露犬           |
| ---------------------- | ---------------- |
| 嗅覺靈敏               | 嗅覺靈敏         |
| 天生的松露獵人         | 必须训练         |
| 倾向於將找到的松露吃下 | 易為採集人所控制 |

相比猪，狗的嗅觉也很灵敏，而且更容易控制。但除了拉戈托羅馬閣挪露犬（Lagotto Romagnolo）外，别的狗都需要经过训练来记住松露的气味。

## 烹饪
市场上现在有新鲜松露和保存在盐水中的松露。因为价格高，而且味道浓烈，松露一般只用一点点。白松露一般是生食，磨碎后撒在意大利面或煎蛋上。松露可以切成薄片插在加在肉里一同烤制，或用来烤鹅肝。有些奶酪中也添加了松露。黑松露的味道没有白松露那么浓烈，可以用来做松露盐或松露蜂蜜。过去松露要去皮，现在多采用研磨避免浪费。

### 松露油
松露油比较便宜而且带有松露的味道。但绝大多数松露油不含松露，是橄榄油添加了合成松露香剂，如二甲硫基甲烷。这样做可以极大降低成本，而且储存耐久。

### 松露伏特加
松露伏特加是少数不需要添加合成松露香剂的松露产品。可用来调制鸡尾酒。有厨师用它来做菜，使菜有松露的香味。

## 參看
- 白松露菌
- 黑松露
- 松露巧克力